# Al-Kajsijja
Al-Kajsijja (arab. القيسية) – miejscowość w Syrii, w muhafazie Idlib. W 2004 roku liczyła 1156 mieszkańców.